# Anthony Frederick Tonnos
Anthony Frederick Tonnos (ur. 1 sierpnia 1935 w Port Colborne) – kanadyjski duchowny rzymskokatolicki, w latach 1984–2010 biskup Hamilton.

## Życiorys
Święcenia kapłańskie przyjął 27 maja 1961. 13 maja 1983 został prekonizowany biskupem pomocniczym Hamilton ze stolicą tytularną Nationa. Sakrę biskupią otrzymał 12 lipca 1983. 2 maja 1984 objął urząd ordynariusza, ingres odbył się 18 czerwca. 24 września 2010 przeszedł na emeryturę.